# 庄浪路
庄浪路，元初置，治今甘肃省庄浪县（水洛城）西北南湖。初隶甘肃等处行中书省，至元二十六年（1289年）改隶安西行省（陕西等处行中书省）。辖境相当今甘肃省庄浪河、泾河流域泾川及陕西省彬县一带。大德八年（1304年）降为庄浪州。